# Список дипломатических миссий ЦАР

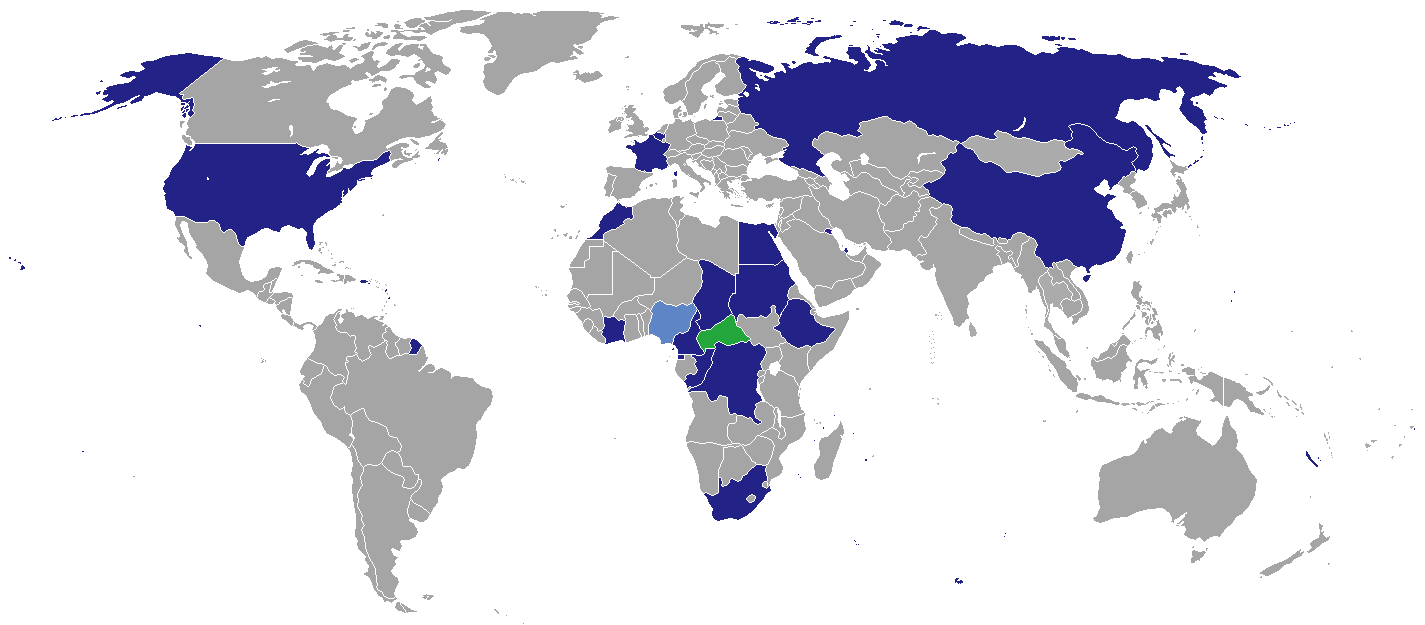

Список дипломатических миссий Центральноафриканской Республики — ЦАР в настоящее время имеет небольшое количество дипломатических представительств за рубежом. В столице ЦАР, Банги, работают 19 посольств. В 1989 году Центральноафриканская Республика восстановила дипломатические отношения с Израилем, однако своей миссии в этой стране не открыла. Из азиатских государств она имеет представительство только в КНР, в Пекине.

## Европа
- Бельгия, Брюссель (посольство)
- Франция, Париж (посольство)
- Германия, Берлин (посольство)
- Венгрия, Будапешт (посольство)
- Ватикан, Рим (посольство)
- Италия, Рим (посольство)
- Россия, Москва (посольство)

## Америка
- США, Вашингтон (посольство)

## Африка
- Камерун, Яунде (посольство)
  - Дуала (консульство)
- Чад, Нджамена (посольство)
- Браззавиль (посольство)
- Киншаса (посольство)
- Кот д’Ивуар, Абиджан(посольство)
- Египет, Каир (посольство)
- Габон, Либревиль (посольство)
- Нигерия, Лагос (посольство)
- Судан, Хартум (посольство)

## Азия
- Китай, Пекин (посольство)

## Международные организации
- Нью-Йорк (представительство при ООН)